# Ulrich Walther
Ulrich Walther (* 1980 in Hagen/Westfalen) ist ein deutscher Organist und Professor für Orgel an der Universität für Musik und darstellende Kunst Graz.

## Leben und Wirken
Walther studierte Konzertfach Orgel, Kirchenmusik, Schulmusik und Musikpädagogik und war Schüler u. a. von Ludger Lohmann, Jürgen Essl und David Sanger.
Nach zweijähriger Tätigkeit als Gastprofessor wurde Ulrich Walther 2010 als Professor für Orgel und Improvisation an die Kunstuniversität Graz berufen. Im Rahmen seiner Konzerttätigkeit war er zu Gast bei namhaften Festivals in Europa, Russland und Amerika. Daneben ergänzen das Unterrichten bei Kursen im In- und Ausland, Improvisationen zu historischen Stummfilmen, CD- und Rundfunkaufnahmen, Publikationen in Fachzeitschriften und die Tätigkeit als Wettbewerbsjuror sein künstlerisches Profil. Studierende seiner Orgelklasse gingen als Preisträger bei internationalen Wettbewerben hervor.
Gegenwärtig widmet sich Walther in Ergänzung zu einer umfassenden historisch informierten Aufführungspraxis auch der künstlerisch-wissenschaftlichen Erforschung unterschiedlicher Bearbeitungsformen sowie dem Bereich Jazz und der Hammondorgel. An der Hochschule für Musik und Theater „Felix Mendelssohn Bartholdy“ Leipzig wurde er 2022 mit der Arbeit „Orgelspezifische Interpretations- und Bearbeitungskonzepte im Spannungsfeld von Werktreue, Instrumentation und Translation“ zum Doktor der Philosophie (PhD) promoviert.

## Preise und Auszeichnungen
- 2005: 1. Preis beim Internationalen Orgelwettbewerb in Korschenbroich/Westfalen
- 2006: 2. Preis und Sonderpreis für die beste Interpretation des Auftragswerks von Thomas Daniel Schlee Refectio et exsultatio beim Internationalen Wettbewerb „Bach und die Moderne“ in Graz
- 2006: 2. Preis beim Internationalen Helmut-Bornefeld-Orgelwettbewerb in Heidenheim
- 2007: 1. Preis und Publikumspreis beim St Albans International Organ Festival
- 2008: Stipendium beim Deutschen Musikwettbewerb und Aufnahme in die „Konzertauswahl junger Künstler“ für 2010/11[2]
- 2008: 1. Preis und Sonderpreis für die beste Messiaen-Interpretation beim Internationalen Bach | Liszt – Wettbewerb in Erfurt-Weimar-Merseburg auf historischen Instrumenten[3]

## Publikationen
- ... „für ein anderes Organ der Aufführung einrichten“ – Orgelspezifische Interpretations- und Bearbeitungskonzepte im Spannungsfeld von Werktreue, Instrumentation und Translation. Dissertation (2021) Abstract[4]
- Max Regers Bearbeitungen für Orgel – Überlegungen zur Aufführungspraxis anhand der Angaben zur Dynamik. In: Reger-Studien. Band 9 (2013), S. 303–320.
- Zwischen Crossover und Kommerzialisierung. Die Orgel im Spannungsfeld fortschreitender kultureller Ökonomisierung. In: Organ – Journal für die Orgel. 01/2015, S. 24–31.
- Den Eindruck eines Originals erwecken… Einblicke in Max Regers „Bearbeitungswerkstatt“ – Textkritische Anmerkungen zum bisher unerschlossenen Manuskriptfragment RWV Bach-B3. In: Organ – Journal für die Orgel. 04/2016, S. 30–37.
- Zur gesellschaftlichen Bedeutung von Orgel- und Kirchenmusik und zu den Perspektiven einer zeitgemäßen Hochschulausbildung in diesen Bereichen. In: Singende Kirche.  2018/1.

## Bearbeitungen (Auswahl)
- Johann Sebastian Bach: Brandenburgisches Konzert. Nr. 3, BWV 1048. Bearbeitung für Orgel solo (2015)
- Julius Reubke: Klaviersonate in b-Moll (1856/57), World premiere transcription for organ (2021)
- Franz Liszt: Sonate in h-Moll. Bearbeitung für Orgel solo (2011)
- Franz Liszt: Transzendentale Etude Nr. 5, Feux Follets. Bearbeitung für Orgel solo (2015)
- Franz Liszt: Transzendentale Etude Nr. 3 „Paysage“. Bearbeitung für Orgel solo (2019)
- Franz Liszt: Ballade Nr. 2, World premiere transcription for organ (2021)
- Max Reger: Variationen und Fuge über ein Thema von Mozart, op. 132 (2012)
- J.S. Bach / M. Reger: Freie Orgel-Bearbeitung der Bach-Reger-Suite in g-Moll (für kleines Orchester) (2015)
- J.S. Bach / M. Reger: Rekonstruktion und Vervollständigung des bisher unerschlossenen Manuskriptfragments Bach (RWV Bach-B 3, um 1895, 48 Seiten Umfang); aus dem Wohltemperierten Klavier I & II [BWV 860.1–884.2, 889, 878, 867.1–891.2, 880.1–890.2, 857]: Erschließung der vielfach nur fragmentarisch überlieferten Präludien und Fugen, aufführungspraktische Einrichtung sowie teilweise Hinzufügung frei imitierender Stimmen gemäß Regers eigener Bearbeitungspraxis (2015)
- Arnold Schönberg: Aus Kammersymphonie Nr. 2, op. 38, 1. Satz, Bearbeitung für Saxophon und Orgel (2015)
- Nikolai Kapustin: Aus 4 Concert-Etudes in Jazz style op. 40 (1984). World premiere adaptation for organ. (2019–2021)
  - I Prelude
  - III Toccatina
  - IV Reminiscences
  - VI Pastoral

## Diskographie
- Great European Organs. No. 82, J. S. Bach / Max Reger. Organ Arrangements. Sauer-Orgel, Dom zu Bremen. Priory Records, 2010.
- 20 Jahre Plum-Orgel. St. Albertus Magnus, Esslingen am Neckar. Ulrich Walther spielt Bach, Mendelssohn, Wagner und Widor. Pleno Musikproduktion, 2010.
- Max Reger – Sämtliche Bearbeitungen für Orgel. Ersteinspielung auf 4 CDS. In Zusammenarbeit mit dem Max-Reger-Institut Karlsruhe; Edierte Bearbeitungen M. Regers in Gegenüberstellung mit Skizzen und Fragmenten (ergänzt/rekonstruiert u. a. durch U. Walther) sowie mit Eigenbearbeitungen des Interpreten Stahlhuth-/Jann-Orgel (1912/2012), Dudelange (Luxemburg). Organum Records, 2018.
- JAZZ. SPORS. BACH – Triosonaten: Original und (Jazz-)Bearbeitung in fließendem Übergang, synoptische Neubefragung dreier Bachscher Triosonaten (BWV 526, 527, 529) für Orgel; Bearbeitungen für Jazz-Trio in Gegenüberstellung mit Bachs Originalen auf Instrumenten des 18./19./20. Jahrhunderts. Hildebrandt-Orgel Naumburg (1746), Klais-/Walcker-Orgel Ludwigsburg (1858/2015), Hammond B3 (1963); Trio Michael Spors[5] / Ulrich Walther Orgel. Organum Records, 2018.